# 大蚬
大蚬是帘蛤目蚬科大蚬属的一种。殼長最大達8公分，高度達7公分以上，為世界所知最大的蚬科物種，因而得名。主要分布于台湾淡水河，埋栖于水深土砂中3-5米。曾因棲地汙染，一度被認為滅絕，現已再度被紀錄。